# سیارک ۷۹۰۸۷
سیارک ۷۹۰۸۷ (به انگلیسی: 79087 Scheidt، نامگذاری:1977UM2) هفتاد و نه هزار و هشتاد و هفتمین سیارک کشف شده‌است که در ۱۷ اکتبر ۱۹۷۷ کشف شد.